# Perui labdarúgó-bajnokság (első osztály)
A Primera División vagy Campeonato Descentralizado, Peru legfelsőbb osztályú labdarúgó-bajnoksága, melyben tizenhat csapat szerepel. A bajnokságot 1912-ben hozták létre.

## Lebonyolítás
Az éves szezon négy részre van osztva. Az első a nyári szezon, a második az Apertura, a harmadik a Clausura, a negyedik pedig a végső döntő. A nyári szezonban két 8-as csoportban játszanak a csapatok, majd a két győztes oda-visszavágós döntőt játszik, és aki itt nyer, az bejut a Libertadores-kupába. Az Apertura és a Clausura részben mindenki egyszer-egyszer játszik mindenkivel, és ezek két győztese a bajnokság döntőjébe jut be. Ha mindkétszer ugyanaz a csapat nyer, akkor automatikusan bajnok lesz.

## Története
Az első szezont 1912-ben rendezték, ám egészen 1921-ig csak fővárosi csapatok részvételével zajlott. Ezután néhány év szünet következett, majd 1926 és 1950 között amatőr formában működött tovább a bajnokság. 1951 óta professzionális rendszerben rendezik a küzdelmeket.

## A 2017-es szezon résztvevői
| Csapat                           | Város           | Alapítás | Stadion                | Férőhely |
| -------------------------------- | --------------- | -------- | ---------------------- | -------- |
| Academia Cantolao                | Callao          | 1981     | Manuel Tello Dávila    | 10 000   |
| Alianza Atlético                 | Sullana         | 1920     | Melanio Coloma         | 4 000    |
| Alianza Lima                     | Lima            | 1901     | Alejandro Villanueva   | 35 000   |
| Ayacucho                         | Ayacucho        | 2008     | Ciudad de Cumaná       | 15 000   |
| Comerciantes Unidos              | Cutervo         | 2002     | Juan Maldonado Gamarra | 8 000    |
| Deportivo Municipal              | Lima            | 1935     | Iván Elías Moreno      | 10 000   |
| Juan Aurich                      | Chiclayo        | 1922     | Elías Aguirre          | 24 500   |
| Melgar                           | Arequipa        | 1915     | UNSA                   | 42 000   |
| Real Garcilaso                   | Cuzco           | 2009     | Garcilaso              | 42 056   |
| Rosario                          | Huaraz          | 1965     | Rosas Pampa            | 20 000   |
| Sport Huancayo                   | Huancayo        | 2007     | Huancayo               | 20 000   |
| Sporting Cristal                 | Lima            | 1955     | San Martín de Porres   | 18 000   |
| Unión Comercio                   | Nueva Cajamarca | 1994     | Carlos Vidaurre García | 12 000   |
| Universidad San Martín           | Lima            | 2004     | San Martín de Porres   | 18 000   |
| Universidad Técnica de Cajamarca | Cajamarca       | 1964     | Héroes de San Ramón    | 18 000   |
| Universitario                    | Lima            | 1924     | Monumental             | 80 093   |

## A bajnokság statisztikái

### Győztesek
| Szezon | Bajnok                   |
| ------ | ------------------------ |
| 1912   | Lima Cricket             |
| 1913   | Jorge Chávez             |
| 1914   | Lima Cricket             |
| 1915   | José Galvez              |
| 1916   | José Galvez              |
| 1917   | Juan Bielovucic          |
| 1918   | Sport Alianza            |
| 1919   | Sport Alianza            |
| 1920   | Sport Inca               |
| 1921   | Sport Progreso           |
| 1926   | Sport Progreso           |
| 1927   | Alianza Lima             |
| 1928   | Alianza Lima             |
| 1929   | Federación Universitaria |
| 1930   | Atlético Chalaco         |
| 1931   | Alianza Lima             |
| 1932   | Alianza Lima             |
| 1933   | Alianza Lima             |
| 1934   | Universitario            |
| 1935   | Sport Boys               |
| 1937   | Sport Boys               |
| 1938   | Deportivo Municipal      |

| Szezon | Bajnok              |
| ------ | ------------------- |
| 1939   | Universitario       |
| 1940   | Deportivo Municipal |
| 1941   | Universitario       |
| 1942   | Sport Boys          |
| 1943   | Deportivo Municipal |
| 1944   | Mariscal Sucre      |
| 1945   | Universitario       |
| 1946   | Universitario       |
| 1947   | Atlético Chalaco    |
| 1948   | Alianza Lima        |
| 1949   | Universitario       |
| 1950   | Deportivo Municipal |
| 1951   | Sport Boys          |
| 1952   | Alianza Lima        |
| 1953   | Mariscal Sucre      |
| 1954   | Alianza Lima        |
| 1955   | Alianza Lima        |
| 1956   | Sporting Cristal    |
| 1957   | Centro Iqueño       |
| 1958   | Sport Boys          |
| 1959   | Universitario       |
| 1960   | Universitario       |

| Szezon | Bajnok           |
| ------ | ---------------- |
| 1961   | Sporting Cristal |
| 1962   | Alianza Lima     |
| 1963   | Alianza Lima     |
| 1964   | Universitario    |
| 1965   | Alianza Lima     |
| 1966   | Universitario    |
| 1967   | Universitario    |
| 1968   | Sporting Cristal |
| 1969   | Universitario    |
| 1970   | Sporting Cristal |
| 1971   | Universitario    |
| 1972   | Sporting Cristal |
| 1973   | Defensor Lima    |
| 1974   | Universitario    |
| 1975   | Alianza Lima     |
| 1976   | Unión Huaral     |
| 1977   | Alianza Lima     |
| 1978   | Alianza Lima     |
| 1979   | Sporting Cristal |
| 1980   | Sporting Cristal |
| 1981   | Melgar           |
| 1982   | Universitario    |

| Szezon | Bajnok           |
| ------ | ---------------- |
| 1983   | Sporting Cristal |
| 1984   | Sport Boys       |
| 1985   | Universitario    |
| 1986   | San Agustín      |
| 1987   | Universitario    |
| 1988   | Sporting Cristal |
| 1989   | Unión Huaral     |
| 1990   | Universitario    |
| 1991   | Sporting Cristal |
| 1992   | Universitario    |
| 1993   | Universitario    |
| 1994   | Sporting Cristal |
| 1995   | Sporting Cristal |
| 1996   | Sporting Cristal |
| 1997   | Alianza Lima     |
| 1998   | Universitario    |
| 1999   | Universitario    |
| 2000   | Universitario    |
| 2001   | Alianza Lima     |
| 2002   | Sporting Cristal |
| 2003   | Alianza Lima     |
| 2004   | Alianza Lima     |

| Szezon | Bajnok                 |
| ------ | ---------------------- |
| 2005   | Sporting Cristal       |
| 2006   | Alianza Lima           |
| 2007   | Universidad San Martín |
| 2008   | Universidad San Martín |
| 2009   | Universitario          |
| 2010   | Universidad San Martín |
| 2011   | Juan Aurich            |
| 2012   | Sporting Cristal       |
| 2013   | Universitario          |
| 2014   | Sporting Cristal       |
| 2015   | FBC Melgar             |
| 2016   | Sporting Cristal       |
| 2017   | Alianza Lima           |
| 2018   | Sporting Cristal       |
| 2019   | Binacional             |
| 2020   |                        |

### Legsikeresebb klubok
| Csapat                 | Város    | Bajnok | Második |
| ---------------------- | -------- | --- | --- |
| Universitario          | Lima     | 26 (1929, 1934, 1939, 1941, 1945, 1946, 1949, 1959, 1960, 1964, 1966, 1967, 1969, 1971, 1974, 1982, 1985, 1987, 1990, 1992, 1993, 1998, 1999, 2000, 2009, 2013) | 16 (1928, 1934, 1932, 1933, 1940, 1955, 1965, 1970, 1972, 1978, 1984, 1988, 1994, 1995, 1997, 2002, 2008)                         |
| Alianza Lima           | Lima     | 23 (1918, 1919, 1927, 1928, 1931, 1932, 1933, 1948, 1952, 1954, 1955, 1962, 1963, 1965, 1975, 1977, 1978, 1997, 2001, 2003, 2004, 2006, 2017)                   | 21 (1914, 1917, 1930, 1935, 1937, 1943, 1953, 1956, 1961, 1964, 1971, 1982, 1986, 1987, 1993, 1996, 1999, 2009, 2011, 2018, 2019) |
| Sporting Cristal       | Lima     | 19 (1956, 1961, 1968, 1970, 1972, 1979, 1980, 1983, 1988, 1991, 1994, 1995, 1996, 2002, 2005, 2012, 2014, 2016, 2018)                                           | 14 (1931, 1954, 1962, 1963, 1967, 1973, 1977, 1989, 1992, 1998, 2000, 2003, 2004, 2015)                                           |
| Sport Boys             | Callao   | 6 (1935, 1937, 1942, 1951, 1958, 1984) | 9 (1938, 1950, 1952, 1959, 1960, 1966, 1976, 1990, 1991)                                                                          |
| Deportivo Municipal    | Lima     | 4 (1938, 1940, 1943, 1950) | 8 (1941, 1942, 1944, 1945, 1946, 1947, 1951, 1981)                                                                                |
| Universidad San Martín | Lima     | 3 (2007, 2008, 2010) | 0 |
| Atlético Chalaco       | Callao   | 2 (1930, 1947) | 4 (1948, 1957, 1958, 1979) |
| Melgar                 | Arequipa | 2 (1981, 2015) | 2 (1983, 2016) |
| Mariscal Sucre         | Lima     | 2 (1944, 1953) | 2 (1939, 1949) |
| Lima Cricket           | Lima     | 2 (1912, 1914) | 1 (1913) |
| Sport Progreso         | Lima     | 2 (1921, 1926) | 1 (1920) |
| Unión Huaral           | Huaral   | 2 (1976, 1989) | 1 (1974) |
| José Galvez            | Lima     | 2 (1915, 1916) | 0 |
| Juan Aurich            | Chiclayo | 1 (2011) | 1 (1968, 2014) |
| Jorge Chávez           | Lima     | 1 (1913) | 1 (1916) |
| Centro Iqueño          | Lima     | 1 (1957) | 0 |
| Defensor Lima          | Lima     | 1 (1973) | 0 |
| Juan Bielovucic        | Lima     | 1 (1917) | 0 |
| San Agustín            | Lima     | 1 (1986) | 0 |
| Sport Inca             | Lima     | 1 (1920) | 0 |
| Binacional             | Juliaca  | 1 (2019) | 0 |